# Tössö

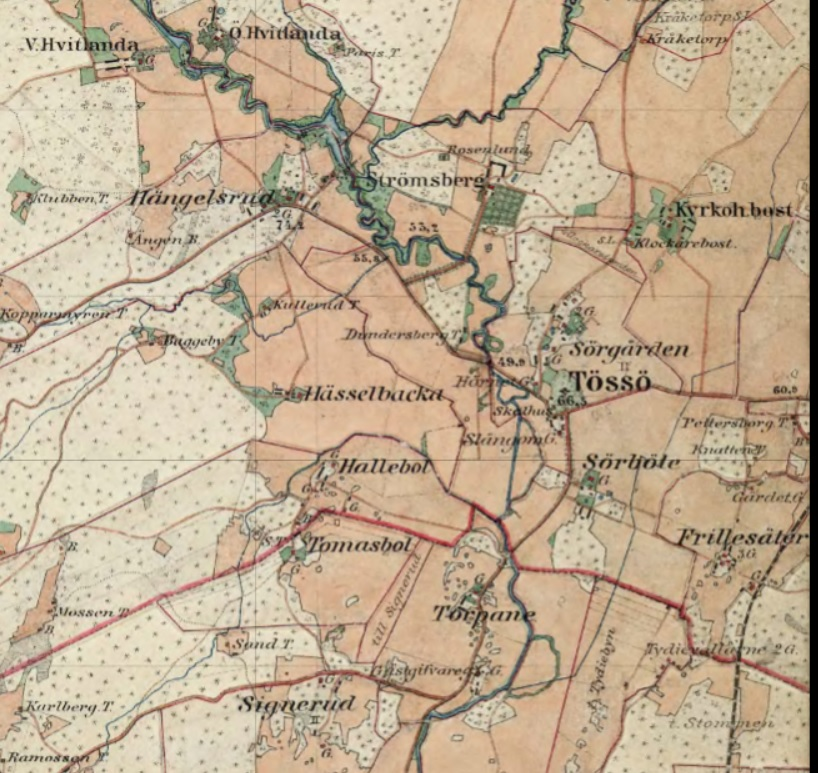
Del av häradsekonomiska kartan från 1890-talet

Tössö, är en äldre variant av ortnamnet Tösse (i Dalsland), använt bland annat i följande sammanhang:
- Tösse, tätort
- Tösse socken
- Tösse kyrka
- Tösse gamla kyrka
- Tösse med Tydje församling
- Tösse landskommun
- Tösse skärgård
- Tössbo och Vedbo domsaga